# Walvismeervallen
Walvismeervallen (Cetopsidae) zijn een familie van straalvinnige vissen uit de orde van Meervalachtigen (Siluriformes).

## Taxonomie
De volgende geslachten zijn bij de familie ingedeeld:
- Cetopsidium Vari, Ferraris & de Pinna, 2005
- Cetopsis Agassiz, 1829
- Denticetopsis Ferraris, 1996
- Helogenes Günther, 1863
- Paracetopsis Bleeker, 1862